# Cantón Espindola
Cantón Espindola är en kanton i Ecuador.   Den ligger i provinsen Loja, i den södra delen av landet, 500 km söder om huvudstaden Quito.